# Gottlieb Georg Schramm
Gottlieb Georg Schramm (* 22. Mai 1640 in Gräfenhainichen; † 4. Juli 1673 in Fraustadt) war ein deutscher Mediziner.

## Leben
Schramm studierte an der Universität Wittenberg Philosophie und Medizin. mit 21 Jahren legte er 1661 dort seine Dissertation vor. Danach brach er auf eine Bildungsreise über Hamburg, Amsterdam und Leiden nach Antwerpen auf, das er 1665 erreichte. Nach einem längeren dortigen Aufenthalt (offenbar studierte oder arbeitete Schramm immer in den entsprechenden Städten) reiste er nach Gent und Brüssel weiter. Nach seiner Rückkehr in die Heimat brach er zu einer weiteren Reise auf, bei der er schließlich im schlesischen Fraustadt verblieb und eine Tätigkeit als Stadtarzt aufnahm. Offenbar verstarb er dort sodann.
Im August 1672 (Matrikel-Nr. 42) wurde er in die Deutsche Akademie der Naturforscher Leopoldina aufgenommen.
Nach seinem Tod erschienen verschiedene Trauerschriften, so von Abraham Lindner oder Johannes Redwitz, der über ihn ein vierseitiges lateinisches Trauergedichte verfasste.

## Schriften
- Ex philosophia naturali de cancris disputationem publicam exhibent praeses M. Samuel Hentschel Facult. Philos. Adiunctus et respondens Gottlieb Georg Schramm, Gräffenheinensis Saxo. ad d. 17 Augusti a. MDCLXI. Wittenberg 1661 (Worldcat).
- Disputationem Anatomicam De Cerebro, in Florentissima Leucorea Sub Praesidio ... Dn. Michaelis Sennerti, Med. Doct. ... Publico & placido Eruditorum Examini in Auditorio Medicorum subiicit ad d. 27. Sept. MDCLXII. Wittenberg 1662 (Digitalisat).
- Disputatio inauguralis medica de angina ... . Leiden 1665 (Worldcat).